# 아마데우스 조
브론(Brawn, 근육)으로도 알려진 아마데우스 조(Amadeus Cho)는 마블 코믹스(Marvel Comics)에서 발행하는 미국 만화책에 등장하는 가상의 슈퍼히어로이다. 미국 작가 그렉 박(Greg Pak)과 캐나다 예술가 타케시 미야자와(Takeshi Miyazawa)가 만든 캐릭터로 어메이징 판타스틱 볼륨2(Amazing Fantasy vol. 2 #15 2005년 1월)에서 알려졌다. 아마데우스 조(Amadeus Cho)는 보통 어벤져스나 헐크나 헤라클레스(허큘리스)와 같은 그룹의 개별 구성원이 나오는 책에 등장한다.
19세의 한국계 미국인 천재이자 지구상에서 가장 똑똑한 사람 중 한 명인 조는 The Totally Awesome Hulk #1(2015)에서 브루스 배너(Bruce Banner)의 헐크를 이어받았다. 자신의 헐크 능력이 부담스럽다는 배너(Banner)와 달리 조(Cho)는 자신의 새로운 능력을 즐기는 자신감 넘치는 캐릭터를 소유하고 있다.

## 같이 보기
- 화이트 폭스